# 恐竜冒険記ジュラトリッパー
『恐竜冒険記ジュラトリッパー』（きょうりゅうぼうけんきジュラトリッパー）は、日本のテレビアニメ作品。1995年4月2日から12月24日にかけてテレビ東京系にて放映された。全39話。

## 概要
恐竜が住む異世界に迷い込んだ15人の少年少女たちが元の世界に戻るため、力をあわせて困難に立ち向かう冒険活劇。
監督の湯山邦彦が「魔法のプリンセス ミンキーモモ」監督を手がけていた1980年代初めには構想していた、ジュール・ベルヌの小説「十五少年漂流記」をベースにアーサー・コナン・ドイルの小説「失われた世界」を融合させた、異世界冒険ものである。準備稿の最初のタイトルは「ぼくと恐竜」だった。
しかし同時期1983年に同じ系統の「銀河漂流バイファム」が制作・放送されたためにお蔵入りになった。本作のシリーズ構成は、同作の脚本を手がけた平野靖士、キャラクターデザインも同作の動画を手がけたとみながまりであるが故に両作品の作風は似通っている。
その後、1991年から翌年にかけて日本テレビで放送された同監督作品「魔法のプリンセス ミンキーモモ 夢を抱きしめて」の後番組として、日本テレビ系のバップとフジテレビ系の番組販売会社であるフジエイト（1995年にフジクリエイティブコーポレーションとなる）国際部に所属した滝山正夫 の仲介でイタリアの番組販売会社からの出資を受け制作された。
日本では子供向けアニメとは異なり玩具の市販やメディアミックスが行われずスポンサーおよび放送枠確保に難儀した。1994年からイタリアで先行放送されたことでイタリア側からの注文が細かく相次ぎ（イタリア人好みのキャラデザイン（タイガーの唇ほか）、仕草や行動心理など）キャラクターデザインや演出など各担当スタッフが辟易したという。こうした事情故に、暴力や銃撃シーンなどが取り入れられたり、キャラクターの頭身が高いなどティーンズ層向けの内容に仕上がっているほか、テレビ東京系で放送されたもののバップとフジエイトのクレジットは省略されていない。
DVD化はされていないが、2013年のdアニメストア開始当初より見放題動画として全話配信されている。

## 登場人物

### カシラたち一行
カシラ
声 - 菊池正美
主人公。生年月日は1986年8月10日。年齢は15歳、血液型はO型、趣味はバイクの改造。お調子者で女好きのスケベだが、緊急時には正義感と行動力を発揮し、仲間からの信頼も高い。父親の所持品であるライフルなどの銃器を密かに持ち込んだ張本人。
姫
声 - 水谷優子
ゴッドの婚約者。海洋クラブのメンバーではなく、ゴッドに誘われてクルーザーに密航した。強気でわがままな性格のお嬢様で、冒険当初は不満を口にするばかりだったが、次第に成長し年長組の母親的存在となる。
社長
声 - 三木眞一郎
メンバーの最年長でリーダー。やや気弱で頼りなくカシラに立場を奪われがちだが、周囲を思いやる性格。物事を何かと多数決で決めようとする。
タイガー
声 - 天野由梨
男勝りの少女。タンクトップに大胆にカットしたジーンズ、日焼けした肌にバンダナと言う格好。銃の腕と知識に長け、カシラ・タンクらと共に前線で活躍することが多い。
ゴッド
声 - 石野竜三
強気で尊大な少年。常に自分が中心でないと気が済まず、度々周囲と揉め事を起こす。行動力はあるがその性格ゆえに危機を招くことも多い。
途中で独断専行で仲間を離れ、王国側についてクルーザーやライフルの技術を教えた（元の世界に帰るための行為ではあるが）。
スネーク
声 - 柏倉つとむ
ゴッドの取り巻き。あだ名どおりの体型をしている。ゴッドの独断専行に振り回されながらも尊敬している。
タンク
声 - 高木渉
気が優しくて力持ちの少年。戦闘・料理・修理など様々な分野に長ける。
博士
声 - 根谷美智子
腰まで伸ばした長髪と眼鏡が特徴の少女。あだ名通り知識と技術に長け、それらで仲間を支える。カシラたちが出張っているときは年中、年小組の面倒を見る役。
お嬢
声 - 國府田マリ子
清楚で可憐なお嬢様。カシラの弟であるベソと友達以上おそらく恋人未満な関係。
オタク
声 - 岩永哲哉
携帯ゲームやラジコンを好む少年。お嬢に気があり、ベソのことを苦々しく思っている。
ベソ
声 - 阪口大助
カシラの弟。兄とは違い、気弱で泣き言も多い。お嬢に好意を抱いている。
ガチャ
声 - 笠原留美
年少組の中心。砂漠の一件でモサールに懐き、おじちゃんとよんでいる。
ダンマリ
声 - 武政弘子
恐竜に詳しく、飛ばされてきてからはその知識が活かされることもある。射落とされたプテラノドンの下からザンスを助け、以後、友情を育む。
ドジ
声 - 竹ノ内美奈子
モジとは双子でガチャに振り回される。
モジ
声 - 田岡純（現・岡田純子）
ドジとは双子でガチャに振り回される。
ザンス
声 - 高木渉
恐竜世界に来たカシラたちが初めてであったプテラノドンのボイスサウルス（人語を話す恐竜）。当初は満足に飛べぬ子供であったが、後々成長し、プテラカイトを使用した練習等で飛べるようになる。その後、カシラたちと別れて父の後を継いでレジスタンスの象徴となり、再びカシラたちの前に現れたときは立派に成長していた。

### 異世界の住人
モサール
声 - 松本保典
ハンサムな若きエリート。カシラとは何度もぶつかり、その（彼から見れば）奇天烈な手に翻弄される。神官嫌いでカシラたちの技術を取り入れるのに積極的だった。国王への忠誠を誓っており、国王のためにカシラたちと和解、協力体制をとる。
マニュア
声 - 引田有美
カシラたちをかくまってくれた市長の娘。シルバーという恐竜（脚竜）をかわいがっていたがカシラたちのことを庇ったためにモサールに殺される。その後、しばらくカシラたちに同行し、大僧正の唱える教義に疑問を持つ。カシラたちと別れた後は王国のレジスタンスに加わり、カシラ達と再開後はその人脈も用いて協力する。
アリハリス国王
声 - 筈見純
市長
声 - 中博史
バッキー
声 - 中嶋聡彦
ジョバンニ
声 - 小野健一
アリス
声 - 塩屋浩三
ブルータス
声 - 辻親八
シーザー
声 - 相沢正輝
ミント
声 - 石田彰
カシラたちのよった町カサーバで人力飛行機を製作していた少年。当初は羽ばたく飛行機械だったがカシラたちによってプロペラ式となる。ダ・ボンタのことをカシラたちに教え、後に本人も弟子入りする。
カグラ
声 - 石森達幸
ブッチャ
声 - 梁田清之
ブソン
声 - 大滝進矢
ヤプシ
声 - 福田信昭
テレス
声 - 堀之紀
イソローク
声 - 青森伸
ダ・ポンタ
声 - 西村知道
気難しい爺さん。ノアランダーを発明し、古代の遺産である無限動力を研究していたが、王国の教義にそむくため神殿に幽閉されていたが、その神殿自体も文明の発展を是としたためにわりと自由にやっていたようである。
アジャリ
声 - 折笠愛
ダ・ボンタの幽閉された神殿の長。カシラたち離脱後は反大僧正派として動く。
ジュエル
声 - 林原めぐみ
番兵
声 - 古田信幸
エチーゴ
声 - 菅原正志
マルチナ
声 - 矢島晶子
お嬢瓜二つのエチーゴの娘。
ダイカーン
声 - 宇垣秀成
ブライ
声 - 古澤徹
レジスタンスの実働リーダー。棒術の使い手でその腕っ節は強い。逃走時にマニュアと二人きりになったときに互いに接近するようになる。
赤い牙
声 - 笹岡繁蔵
レジスタンスの本来のリーダー。だが、巨大なティラノサウルスのボイスザウルス故に白い翼亡き後はアジトの洞窟に隠れる。感極まるとおお泣きした挙句あたりに頭突きをするという悪癖あり。モサールの投入した火筒隊の前に倒れる。
アスカ
声 - かないみか
アリハリス国王の娘でお転婆姫。わがままでカシラたちを水攻めにするもカシラに叱られてからはカシラの助命のために国王に嘆願するなど成長していく。それ以後、カシラに惹かれるようになり、ゴタゴタの中でカシラの胸に飛び込んだりもした。結局は誠実なミントに惹かれるようになったようである。
アトス
声 - 喜多川拓郎
門番長
声 - 菅原淳一
神官
声 - 岩永哲哉
大僧正
声 - 緒方賢一
王国の文明を一定以上発展せずという教義を唱える神官たちの長。異常ともいえるほど教義に固執し、そのためには手段を問わない。その行動には秘密がある。
兵士
声 - 阪口大助

### ボイスサウルス
白い翼
恐竜達の立場改善を求め、王国と戦ったレジスタンスのリーダー。王国に捕まり、磔にされる。
青い瞳
声 - 土井美加
白い翼の伴侶でザンスの母親。囚われの身であったが、空を飛べるまでに成長したザンスと再会する。
黒い爪
声 - 成田剣
ディノニクスのボイスサウルスで大僧正直轄鉱山の支配者。そこに張られた罠にかかってやってきたカシラたちを他のもの同様強制労働させるが彼らの脱出劇のなか、命を落とす。なお、その鉱山はボイスサウルス達に支配されていたのだが、カシラたちを追ってきた大僧正嫌いのモサールの火筒隊に殲滅される。
紅の爪
声 - 滝沢久美子
ディノニクスのボイスサウルスで黒い爪の姉。舞踏会のような仮面に鞭という女王様恐竜。弟の敵を討つためにカシラを付け狙う。そのタフネスと執念はすさまじいの一言。
銀のトゲ
声 - 松尾貴司
紅の爪の部下で両腕に三本ずつの鉄爪を備えたボイスサウルス。
虹影
声 - 津久井教生
紅の爪の部下のボイスサウルス。カメレオンのように姿を消し、各種麻酔、毒を含んだ針を舌先から打ち出す。「ケラ」が口癖で二足歩行することもある。
ストロー
声 - 中博史
恐竜の仙人。高熱を出したダンマリのためにアスカ姫の言っていた薬草を求めて迷い込んだドジとモジに在り処を教え、追ってきた虹影を撃退する。

## 登場メカ
トリケルーザー
原型はカシラたちの乗っていたクルーザーに搭載されていた、ソーラーパネル搭載水陸両用駆動車。駆動車の色は赤で天井部分がスライドし、中からパネルが羽のように展開する構造だったが、過酷な旅でガタが来ていたところをダ・ボンタの協力で大改装となった。
使用法の情報と引き換えに譲り受けた無限動力（古代の遺産で、ある程度までは半永久的に電力を提供できるらしい）搭載により不要となったソーラーパネルはトリケラトプスのエリに当たる部位に残っている。また、塗装は緑系に変更され、全体的に大型化されている。
本体上部にプテラカイトのカタパルト兼用のクレーンと鼻先にあたる部分にウィンチを装備。本体後部に据えられた二段コンテナにプテラカイトとノアランダーを搭載している。
水上どころか雪山すらそのままで走破し、城壁すらぶち破る頑丈なカシラたちの足であり家。但し砂漠では砂の進入に悩まされた。
カシラ、タイガ、タンク等が主に運転したが、非常時などは姫などが運転し、爆走したこともある。それでも壊れず派手な登場を繰り広げたことも多い。
元の世界に帰還直後は無限動力を失っていながらもクレーンをマストにしてカシラたちを港まで送り届けた。
プテラカイト
原型はミントの作っていた人力飛行機。それをカシラが協力してベルトやプロペラ等、元の世界の知識を用い、まともに飛べるようにしたものを譲り受けた。以後、駆動車の背中に剥き出しで載せされて彼らの旅を支えたが、トリケルーザーの改装にあわせて無限動力による電力式となった。偵察や火炎瓶爆撃などに活躍したが、墜落した場面も多い。
ノアランダー
原型はダ・ボンタが発明した二足歩行恐竜型の乗り物（おそらく人力）。無限動力搭載の改装で一番外見の変化が少ないが、ちょっとした用事やデートの足、さらに格闘戦にと活躍の場は広い。
プテラカイト同様左右のペダルと一本のスティックで操作する。その操作性、利便性ゆえか三機中一番多くの人間に操縦されたメカである（一番少ないのはプテラカイト）。
時空渡航機
水の神殿で映像記録の残されていた世界を渡る機械。カシラたちを呼び込んだ原因にして帰るための唯一の手段。
動力は無限動力（最大十五本）だが、本格的に使用すると無限動力に封じられたエネルギーすべてを使い尽くしてしまう。コンソールはクリスタルによって構成されている。

## スタッフ
- 企画 - 佐藤俊彦（葦プロダクション）、伊藤梅男（VAP）、滝山雅夫（フジエイト）
- 監督 - 湯山邦彦
- シリーズ構成 - 平野靖士
- キャラクターデザイン - 近永健一、とみながまり（スタジオライブ）
- デザインワークス - 岸本誠司
- デザイン協力 - 神志那弘志（スタジオライブ）
- 美術監督 - 小山俊久
- 色彩設定 - 金丸ゆう子
- 撮影監督 - 橋本和典
- 編集 - 正木直幸
- 音響監督 - 田中英行
- 音楽 - 大森俊之
- アニメーション・プロデューサー - 加藤博（葦プロ）、大島満（VAP）、関崎浩一（フジエイト）〈第4話まで〉
- プロデューサー - 小林教子（テレビ東京）、山崎立士（NAS）〈第4話まで〉→加藤博（葦プロ）、大島満（VAP）、関崎浩一（フジエイト）〈第5話より〉
- アニメーション制作 - 葦プロダクション
- 制作協力 - フジエイト（第5話より）
- 製作 - テレビ東京、NAS（第4話まで）→葦プロダクション、バップ（第4話までアニメーション制作、第5話より製作）、レイテ・イタリア（ノンクレジット）

### イタリア語版スタッフ
- Edizione italiana - DENEB FILM Milano
- Direzione del doppiaggio - Federico Danti
- Traduzione - Achille Brambilla, Luisella Sgammeglia
- Adattamento - Cristina Robustelli, Pino Pirovano
- © MEDIASET S.p.a. 1994

## 主題歌
日本版
オープニングテーマ「僕たちのスタート」
作詞・作曲 - CHIAKI / 編曲 - 松浦晃久 / 歌 - 影山ヒロノブ
エンディングテーマ「Sunday Island」
作詞・作曲 - 梶浦由記 / 編曲 - 松浦晃久 / 歌 - 國府田マリ子
イタリア版
La canzone della sigla “I segreti dell'isola misteriosa”
Testo di - Alessandra Valeri Manera (accreditato come A. Valeri Manera) / Musica di - Silvio Amato (accreditato come S. Amato) / Edizione - R.T.I. Music / è cantata da - Cristina D'Avena (voce) con la partecipazione dei Piccoli Cantori di Milano (coro) diretti da Laura Marcora e di Marina Graziani: quest'ultima canta solo i vocalizzi

## 各話リスト
| 話 | 放送日        | サブタイトル               | 脚本                | 絵コンテ     | 演出         | 作画監督   |
| -- | ------------- | -------------------------- | ------------------- | ------------ | ------------ | ---------- |
| 1  | 1995年 4月2日 | 出航!ぼく達の冒険          | 平野靖士            | 湯山邦彦     | 藤本義孝     | 近永健一   |
| 2  | 4月9日        | しゃべる翼竜ザンス!?       | 平野靖士            | 遠藤徹哉     | 久志秀彰     | 高橋明信   |
| 3  | 4月16日       | なぞの美女現る!            | 静谷伊佐夫          | 藤本義孝     | 藤本義孝     | 荒牧園美   |
| 4  | 4月23日       | 恐竜のいる町               | 富田祐弘            | 鈴木敏明     | 小村敏明     | 飯田宏義   |
| 5  | 4月30日       | ルパールからの脱出         | 谷田部勝義          | 藤本義孝     | 大町繁       | 小林勝利   |
| 6  | 5月7日        | マニュア救出作戦           | 北条千夏            | 遠藤徹哉     | 松浦錠平     | 菊地城二   |
| 7  | 5月14日       | 神々の湖                   | 平野靖士            | 鈴木敏明     | 鈴木敏明     | 工藤柾輝   |
| 8  | 5月21日       | ゴッドの裏切り             | 富田祐弘            | 藤本義孝     | 小村敏明     | 飯田宏義   |
| 9  | 5月28日       | 姫、ママになる!?           | 静谷伊佐夫          | 藤本義孝     | 井硲清高     | 小曽根孝夫 |
| 10 | 6月4日        | 恐竜サーカスの秘密         | 谷田部勝義          | 鈴木敏明     | 松浦錠平     | 菊地城二   |
| 11 | 6月11日       | 山賊砦の結婚式             | 北条千夏            | 遠藤徹哉     | 遠藤徹哉     | 近永健一   |
| 12 | 6月18日       | 潜入・港町カサーバ         | 平野靖士            | 藤本義孝     | 藤本義孝     | 工藤柾輝   |
| 13 | 6月25日       | ビッグ・エスケープ         | 平野靖士            | 藤本義孝     | 大町繁       | 小林勝利   |
| 14 | 7月2日        | キャプテン・テレスの島     | 静谷伊佐夫          | 遠藤徹哉     | 小村敏明     | 飯田宏義   |
| 15 | 7月9日        | 発進!トリケルーザー!!      | 富田祐弘            | 遠藤徹哉     | 鈴木敏明     | 近永健一   |
| 16 | 7月16日       | ムーンストーン・マジック   | 北条千夏            | 藤本義孝     | 藤本義孝     | 工藤柾輝   |
| 17 | 7月23日       | 走れゴッド!                | 谷田部勝義          | 井硲清高     | 井硲清高     | 小曽根孝夫 |
| 18 | 7月30日       | ふたりのお嬢               | 富田祐弘            | 大町繁       | 大町繁       | 小林勝利   |
| 19 | 8月6日        | 敵か味方か海賊ブライ       | 北条千夏            | 鈴木敏明     | 鈴木敏明     | 近永健一   |
| 20 | 8月13日       | 竜の親方・赤い牙登場       | 静谷伊佐夫          | 藤本義孝     | 井硲清高     | 小曽根孝夫 |
| 21 | 8月20日       | 襲われた大洞窟             | 平野靖士            | 藤本義孝     | 藤本義孝     | 工藤柾輝   |
| 22 | 8月27日       | ゴンドワナの捕虜（とりこ） | 富田祐弘            | 藤本義孝     | 大町繁       | 小林勝利   |
| 23 | 9月3日        | 白い翼の伝説               | 北条千夏            | 湯山邦彦     | 鈴木敏明     | 近永健一   |
| 24 | 9月10日       | 闘竜士カシラ               | 静谷伊佐夫          | 井硲清高     | 井硲清高     | 小曽根孝夫 |
| 25 | 9月17日       | 再び王城へ                 | 富田祐弘            | 藤本義孝     | 日下直義     | 広田正志   |
| 26 | 9月24日       | 大僧正の陰謀               | 平野靖士            | 藤本義孝     | 鈴木敏明     | 水原典子   |
| 27 | 10月1日       | 捕われの二人               | 平野靖士            | 湯山邦彦     | 杉島邦久     | 及川博史   |
| 28 | 10月8日       | それぞれの岐路             | 北条千夏            | 井硲清高     | 井硲清高     | 小曽根孝夫 |
| 29 | 10月15日      | さよならザンス             | 静谷伊佐夫 平野靖士 | 鈴木敏明     | 井硲清高     | 小曽根孝夫 |
| 30 | 10月22日      | ウソの楽園!黒い爪の罠      | 富田祐弘            | 大町繁       | 大町繁       | 小林勝利   |
| 31 | 10月29日      | ゴーレムの目覚め           | 湯山邦彦            | 湯山邦彦     | 湯山邦彦     | 岸本誠司   |
| 32 | 11月5日       | オアシスを求めて           | 北条千夏            | 湯山邦彦     | 大町繁       | 小林勝利   |
| 33 | 11月12日      | 襲撃!紅の爪軍団            | 静谷伊佐夫          | 鈴木敏明     | 高橋ナオヒト | 広田正志   |
| 34 | 11月19日      | 雲の中の仙人竜             | 谷田部勝義          | 杉島邦久     | 杉島邦久     | 及川博史   |
| 35 | 11月26日      | 大迷路!呪われた神殿        | 静谷伊佐夫          | 杉島邦久     | 杉島邦久     | 及川博史   |
| 36 | 12月3日       | 吹雪の中を…                | 北条千夏            | 加戸誉夫     | 高橋ナオヒト | 広田正志   |
| 37 | 12月10日      | 時空渡航機をぶんどれ!      | 富田祐弘            | 湯山邦彦     | 鈴木敏明     | 竹内哲也   |
| 38 | 12月17日      | 大僧正襲来!最後の戦い      | 平野靖士            | 高橋ナオヒト | 高橋ナオヒト | 広田正志   |
| 39 | 12月24日      | さらば恐竜大陸             | 平野靖士            | 湯山邦彦     | 鈴木敏明     | 近永健一   |